# 鹽水池
鹽水池為位於海洋盆地中含有極高濃度鹽水的水池，其鹽水的鹽度可達周遭海水的3~8倍，這麼高濃度的鹽來自於地底下鹽體構造中的鹽沉積釋出。另外，這些位於深海中的鹽水池也含有高濃度的甲烷，可以提供能量給生活在鹽水池周遭的嗜極生物，讓它們得以進行化學合成。目前已知在南極大陸棚上也有鹽水池生成，但是其鹽水的鹽份主要來自於海水形成海冰時所排除的鹽份。鹽水池對於大多數的海洋動物來說都是含有劇毒而致命的。

## 特徵

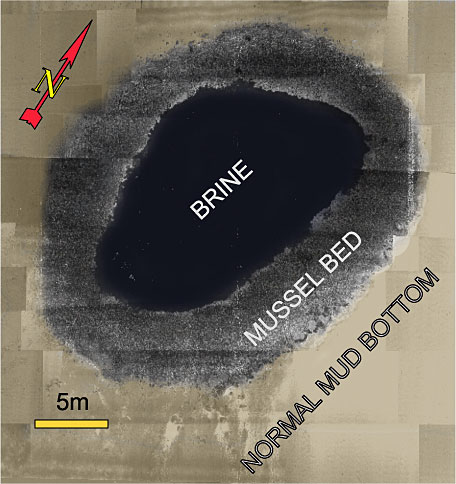
美國國家海洋暨大氣總署在墨西哥灣所標記的一座鹽水池。

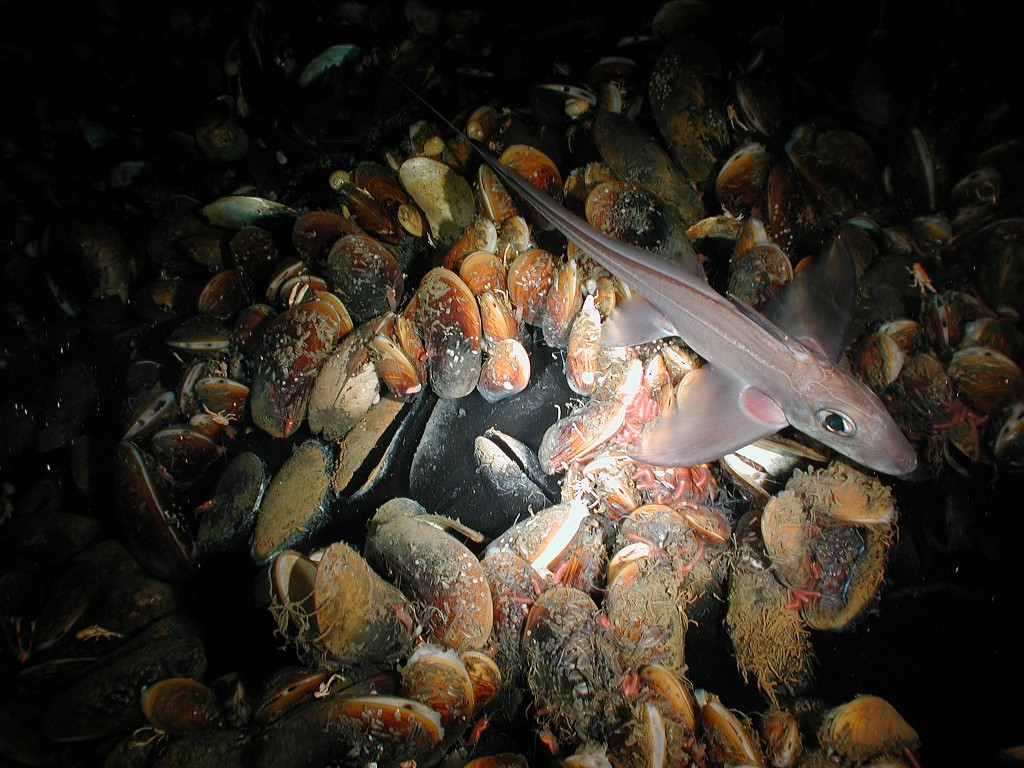
位於鹽水池畔的短鼻銀鮫與貽貝群。

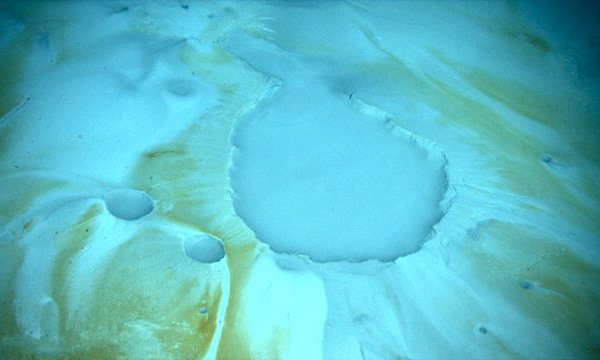
坑洞為成形中的鹽水池，可以看到周遭鹽礦析出並且逐漸覆蓋海床。

極高濃度的鹽水，同時也這使得池水的密度變得極高，不容易和周遭的海水攪和在一起，形成明顯的分界，有時候也會被稱為海底湖，而潛水艇也可以像船一樣航行於鹽水池之上。

## 供養生命
深海鹽水池時常出現在冷泉附近，而由冷泉釋放出的甲烷會被生長在鹽水池周遭與貽貝共生的細菌吸收並化作能量來源。鹽水池生態系的存活完全仰賴化學能，是少數不需仰賴太陽的生態系。

## 範例
- 阿塔蘭特盆地（英语：L'Atalante basin）
- 虎鯨盆地（英语：Orca Basin）